# Michael Barakowski
Michael Barakowski (* 23. Dezember 1954 in Ost-Berlin; † 18. Januar 2018 in Magdeburg) war ein deutscher Musiker, Komponist und Produzent von Nachwuchsbands.

## Leben
Barakowski wuchs in der DDR auf. Er absolvierte eine Lehre als Koch und lernte autodidaktisch Gitarre zu spielen. Während seiner Armeezeit komponiert er seine ersten Titel. Eine Bewerbung an der Hochschule für Musik „Hanns Eisler“ Berlin wurde abgelehnt. Daraufhin arbeitete er als Kraftfahrer, Bote und Sekretär für die Mitglieder der Band Karat. Später ging er als Tontechniker zu Express. 1978 gelang ihm die Aufnahme an der Musikschule Friedrichshain im Fach Gitarre. 1981 stieß er zur 1979 gegründeten Amateurband Perl. Der Durchbruch dieser nur regional bekannten Band gelang 1984 nach einer kompletten Umbesetzung. Als einziger blieb Barakowski in der Band. Zu ihm stießen:
- Sven „Svenni“ Hertrampf (Schlagzeug)
- René „Gniedel“ Niederwieser (Gesang, Gitarre) und
- Wieland Apelt (Gesang, Bass).

Mit dem Titel Zeit die nie vergeht war 1985 der Höhepunkt der Band erreicht, er verkaufte sich etwa 700.000 Mal. Danach löste sich die Band vorerst auf, da Barakowski seine Laufbahn als Berufsmusiker begann. Die Gitarrenausbildung schloss er 1992 ab; nebenbei nahm er ab 1980 bei Heinz Werner Gesangsunterricht.
Burkhard Lasch (Textautor, künstlerischer und organisatorischer Leiter der Gruppe Smokings) holte ihn Anfang 1986 als Frontmann zur neu gegründeten Band Smokings Rockshow, zusammen mit Marion Sprawe von Juckreiz. 1986 verließ Lasch die DDR, was das Ende der Band bedeutete.
Barakowski nannte seine Band fortan Barakowski und Freunde. Bandmitglieder waren:
- Michael Otter (Gitarre)
- Uwe Karsten (Bass)
- Karsten Lipsius (Schlagzeug) und
- Alexander Kirfe (Keyboard, Saxophon).

Henning Protzmann, ehemals Karat, war künstlerischer Leiter der Band.
Es folgten Tourneen in die Sowjetunion, nach Polen, Ungarn und eine DDR-Tournee mit Ralf „Bummi“ Bursy.
1990 nahm Barakowski unter dem Namen Kennzeichen D als erster und einziger DDR-Bürger am gesamtdeutschen Vorentscheid des Grand Prix Eurovision de la Chanson teil. Er belegte mit dem Titel Wieder zusammen den achten Platz. Im selben Jahr war er Sänger der Band Prinzip, welche sich jedoch kurz darauf auflöste.
Nach 1990 war er Produzent einiger Nachwuchsbands, schrieb Titel für verschiedene Künstler und arbeitete eng mit der Klaus Lage Band zusammen. 2004 erfolgte die Wiedervereinigung von Perl als PERL feat. Michael Barakowski.
Barakowski starb am 18. Januar 2018 an multiplem Organversagen.

## Diskografie

### Langspielplatten
- 1987: Rampenlicht (Amiga)

### CDs
- 2008: Ein Kerl wie ein Baum (Xenia Records)